# Mater semper certa est
No direito romano, mater semper certa est (do latim: "a mãe está sempre certa") é um princípio legal que tem o poder de praesumptio iuris et de iure ("presunção de lei e pela lei"), significando que nenhuma contra-evidência pode ser feita contra este princípio. Ele prevê que a mãe da criança é conclusivamente estabelecida, desde o momento do nascimento, pelo papel da mãe no nascimento.
Desde que a doação de óvulos, ou doação de embriões com barriga de aluguel, começou a usar a técnica de fertilização in vitro, o princípio de mater semper certa est foi abalado, já que uma criança pode ter uma mãe genética e uma gestacional ("nascimento"), e muito menos uma mãe "social", que são indivíduos diferentes. Desde então, alguns países converteram a antiga lei natural em uma lei codificada equivalente; em 1997, a Alemanha introduziu o parágrafo 1591 Mutterschaft ("maternidade") do BGB (código civil) dizendo Mutter eines Kindes ist die Frau, die es geboren hat ("a mãe de uma criança é a mulher que a deu à luz"). Isso também foi testado no caso britânico de Freddy McConnell.
O princípio do direito romano, no entanto, não para na mãe; na verdade, ele continua com pater semper incertus est ("o pai é sempre incerto"). Isso era regulado pela lei de pater est, quem nuptiae demonstrant ("o pai é aquele a quem o casamento aponta"; veja presunção de legitimidade). Essencialmente, a fraude de paternidade tinha sido originalmente uma fraude de casamento no código civil devido a esse princípio. Hoje, alguns pais casados usam as ferramentas modernas de teste de DNA para garantir uma certeza sobre sua paternidade.